# Euglena gracilis
Euglena gracilis – gatunek euglenin z rodziny Euglenaceae. Występuje powszechnie w niewielkich zbiornikach wodnych, także okresowych (stawy, kałuże). Wykorzystywany w naukach biologicznych jako organizm modelowy. W starszych systemach taksonomicznych traktowany często jako glon lub pierwotniak, obecnie uważany za przedstawiciela królestwa protistów. 

## Morfologia i budowa
Podłużna komórka o elastycznej powierzchni (pellikula), pozwalającej na zmianę kształtu od cienkich komórek, o długości do 100 µm, po kule o średnicy ok. 20 µm. Posiadają dwie wici, z czego tylko jedna wychodzi poza komórkę, uczestnicząc w ruchu. Charakterystyczny sposób poruszania się niektórych euglen, w tym E. gracilis, nosi nazwę metaboli. Fotosyntetyzujące E. gracilis są zabarwione na zielono. Organizmy te posiadają chloroplasty i w zależności od warunków środowiska mogą być samożywne lub cudzożywne. Substancją zapasową jest paramylon.

## Taksonomia i filogeneza
Euglena gracilis jest przedstawicielem kladu Euglenid, który razem z Kinetoplastida, Diplonema i Symbiontida tworzą grupę Euglenozoa, należącą do supergrupy Excavata. 
Euglena gracilis należy do rodziny Euglenaceae, która jest monofiletyczną grupą jednokomórkowych wiciowców, prowadzących wolny tryb życia, żyjących głównie w środowiskach wodnych. Ich cechą charakterystyczną jest znajdująca się pod błoną komórkową pellikula, stanowiąca powłokę zbudowaną z pasków białek. W przypadku helikalnego ułożenia pasków, uczestniczą one w specyficznej dla Euglenacae formie ruchu, polegającej na zmianie kształtu ciała (metabolia). 
Rodzaj euglena skupia jednokomórkowe organizmy o niespłaszczonej budowie, charakteryzujące się zdolnością do dynamicznych ruchów i dużymi chloroplastami. W obrębie rodzaju euglena wyróżnia się podgrupy na podstawie kryteriów morfologicznych. Euglena gracilis należy do grupy euglen o brzeżnie ułożonych chloroplastach z pojedynczym pirenoidem. Do grupy tej zalicza się także m.in. Euglena hiemalis i Euglena longa.

## Metabolizm

### Mitochondria
Mitochondria E. graciliis pełnią swoje funkcje w różny sposób, w zależności od warunków. W środowisku tlenowym funkcjonują podobnie jak mitochondria w komórkach ssaków. W warunkach anaerobowych przeprowadzają syntezę kwasów tłuszczowych, prowadzącą do estrów wyższych kwasów tłuszczowych (wosków), które odbierają elektrony powstające przy glikolitycznej syntezie ATP i utlenianiu pirogronianu. Niektóre elementy szlaku beztlenowego w mitochondriach E.gracilis są również obecne w anaerobicznych mitochondriach niektórych bezkręgowców lub w hydrogenosomach występujących u niektórych beztlenowych protistów.

### Witaminy
Do wzrostu Euglena gracilis wymaga witamin B1 i B12, które są pobierane aktywnie z użyciem energii ze środowiska. Poza tymi witaminami jest zdolna do syntezy innych witamin niezbędnych dla człowieka, takich jak C i E. Biosynteza witaminy C odbywa się na drodze specyficznego szlaku metabolicznego, łączącego cechy biosyntezy witamin u zwierząt i roślin.

## Genom

### Charakterystyka genomu
Genom Eugleny gracilis składa się z trzech segmentów: genom jądrowy zawiera 95% DNA, pozostała część znajduje się w chloroplastach i mitochondriach. Ze względu na jego złożony charakter jest on obiektem badań. Wstępne szacunki wskazują na jego bardzo duży rozmiar, nawet do 2 Gbp, występowanie wielu powtarzalnych sekwencji i złożoną i pofragmentowaną strukturę.

### Introny
Charakterystyczne dla Euglenid jest występowanie trzech typów intronów w genach: konwencjonalnych, niekonwencjonalnych i pośrednich. Różnica polega na specyfice granicznych sekwencji zasad azotowych: w wypadku konwencjonalnych jest to GT/C-AG, w wypadku niekonwencjonalnych może być wiele nietypowych sekwencji, pośrednie introny łączą cechy tych grup. W przypadku Eugleny gracilis występują wszystkie trzy typy intronów, czego przykładem jest gen tubA, kodujący tubulinę α. Budowa intronów jest wykorzystywana w ustalaniu filogenezy Euglenid.

## Mechanizmy orientacji w przestrzeni
Orientacja w przestrzeni Eugleny graclilis odbywa się pod wpływem wielu bodźców ze środowiska, np. światło może wywoływać reakcje fotofobiczne, fotokinetyczne, fototaksyczne, dzięki którym organizmy mogą gromadzić się w odpowiednich siedliskach. Reakcje na światło wspomagane są m.in. grawitaksją i aerotaksją. Na podstawie pierwszych obserwacji mikroskopowych rolę fotoreceptora przypisywano stigmie (plamce ocznej), lecz badania wskazały, że właściwym narządem światłoczułym jest ciałko paraksonemalne (PAB, paraflagellar body), zlokalizowane przy krótszej wici, Stigma może pełnić funkcję pomocniczą, jako przesłona ograniczająca ilość światła padającego na fotoreceptor. 
Euglena gracilis może używać fizjologicznego receptora grawitacji, dla aktywnej orientacji w przestrzeni w odniesienia do pola grawitacyjnego Ziemi. Sygnał przewodzony jest przy użyciu szlaku składającego się z takich elementów jak mechanoreceptory, jonowe kanały wapniowe, specyficzna kalmodulina (CaM.2), cyklaza adenylowa i kinaza białkowa (PK.4).

## Zastosowania
E. gracilis jest organizmem modelowym używanym w badaniach naukowych; głównie dzięki swojej dostępności, łatwości hodowli oraz zróżnicowanej biologii. Wyizolowano wiele szczepów tego gatunku, w tym szczepy Z i bacillarus, które stosowane są m.in. w badaniach dotyczących fotosyntezy. Jej popularność jest ograniczona przez brak dokładnych badań genomowych oraz narzędzi do jego manipulacji, ale trwają nad tym prace.
Komórki tego gatunku w postaci suszonej jako tzw. nowa żywność została w 2020 roku zaakceptowana na terenie Unii Europejskiej. Może być stosowana w suplementach diety, preparatach zastępujących dietę w celu kontroli masy ciała. Nadaje się do spożycia w takich produktach spożywczych jak: płatki śniadaniowe, granola, jogurty, w różnego typu napojach.